# 샤브나미 수라이요
샤브나미 수라이요(타지크어: Шабнами Сурайё, 1981년 10월 14일 ~ )는 타지키스탄의 가수이다. 타지크어, 페르시아어 노래를 제작했으며 타지키스탄 이외에 이란, 아프가니스탄에서 인기를 얻었다.